# اس‌اس دانائو (۱۹۲۹)
اس‌اس دانائو (۱۹۲۹) (به انگلیسی: SS Donau (1929)) یک کشتی بود که طول آن ۵۲۱٫۰ فوت (۱۵۸٫۸ متر) بود. این کشتی در سال ۱۹۲۹ ساخته شد.